# 宮川浩一
宮川 浩一（みやがわ ひろかず、1980年3月14日 - ）は、地方競馬の高知競馬場田中守厩舎に所属した元騎手、現調教師。
勝負服の柄は胴黄・緑一本輪、袖緑。高知県出身、身長164.5センチメートル、血液型O型。同じく高知競馬場に所属する宮川実騎手は実弟。

## 来歴
1999年3月31日付けで地方競馬騎手免許を取得。同年4月3日第1回高知競馬1日目第9競走菜の花特別 (B1) 4番人気キッポーエースで初騎乗（8頭立て8着）。同年4月5日第1回高知競馬3日目第5競走C34条件戦をトリプルラッキーで優勝し、6戦目で初勝利（8頭立て3番人気）。
2000年9月26日、第15回全日本新人王争覇戦出場（12人中3位）。
2009年2月22日、第18回高知競馬2日目第7競走西山騎手・祝百勝特別をアンセスターで優勝し、地方競馬通算100勝達成（10頭立て9番人気）。
2012年7月21日付で宗石大厩舎から田中守厩舎に所属変更した。
2015年11月11日発表の平成27年度 第2回調教師・騎手免許試験で調教師試験に合格し、同年12月1日付けで調教師へ転身することとなった。
地方通算成績は5012戦134勝・2着213回・3着324回・勝率2.7%・連対率6.9%
平地競走での多出走記録（当時）を更新したヒカルサザンクロスに騎乗していた。